# 対権力闘争
対権力闘争（たいけんりょくとうそう）とは、政府など権力に対する闘争。暴力革命を成就させるために、警察などの機関を弱体化させる闘争である。

## 概要
革命を成就させる際に、その障壁として立ちはだかるのが、警察に代表される国家権力である。暴動やゲリラ活動（テロ）によって直接的に国家権力と対峙するのも一つの方法であるが、日常の活動においても国家権力をできるだけ弱体化させる必要がある。これが「対権力闘争」である。
具体的には、以下の行動が挙げられる。
- 「死刑廃止」や「矯正施設内の処遇改善」など「犯罪者の人権」を主張することで刑罰の寛刑化を進める。
- S闘争を通じて、犯罪者や精神障害者の犯罪を肯定的に評価・賛美する。
- 警察不祥事を喧伝して、一般人へ警察の実状を知らしめる。
- 上記の結果、治安が悪化したら、政権与党の怠慢として攻撃し、一般人を自陣営に引き込む。

もっとも最近は、犯罪被害者の人権重視の圧力が高まってきたため、これまでのようなやり方が通用しなくなっているのが現状である。